# Абдуллах ибн Амир
Абдуллах ибн Амир (на арабски: عبدالله بن عامر) е арабски военачалник.

## Биография
Абдуллах ибн Амир е роден през 622 година в Мека в клана Бану Омаяд на племето курейши. Баща му е вуйчо на бъдещия халиф Усман ибн Афан. През 647 година младият още Абдуллах е назначен от братовчед си Усман за управител на важния град Басра. През следващите години той оглавява поредица от походи в Иран, където след смъртта на халифа Омар избухват бунтове и на практика всички източни области отпадат от Халифата. Абдуллах ибн Амир води успешни кампании на изток и последователно възстановява арабския контрол над всички загубени територии и дори преминава река Амударя, като местните владетели в Трансоксиана се признават за васали на халифа.
След убийството на халифа Усман през 656 година и началото на Първата фитна Абдуллах ибн Амир е в лагера на Айша, която се установява в Басра и събира около себе си хора, искащи да отмъстят за смъртта на Усман. Бунтовниците претърпяват поражение от халифа Али ибн Абу Талиб в битката на камилата през ноември същата година. Абдуллах оцелява, но е отстранен от поста си.
След идването на власт на омаядския халиф Муавия през 661 година Абдуллах ибн Амир отново е управител на Басра, но след известно време отново е отстранен и се установява в Медина
Абдуллах ибн Амир умира през 678 година в Медина.